# Нахда
Нахда, ан-Нахда (арапски: النهضة‎ — буђење) је појам који се односи на период културних реформи у арапском свијету у 19. — почетком 20. вијека, који је настао на таласу сличних појава у Османском царству (танзимат).
Почетак Нахде повезан је са активностима Рифае ат-Тахтавија — уредника новина „Билтен Египта“, преводиоца и просвјетитеља. Дуго је живио у Француској и покушавао да у египатско друштво усади елементе европске културе.
Другу половину 19. вијека обиљежио је рад муслиманских модернистичких теолога Афганија и М. Абдоа, повезан са појавом панисламизма.
У секуларној књижевности, примјетна су достигнућа пјесника А. Шавкија, И. Хафиза и Х. Гибрана. Године 1914. појавила се књига Х. Хајкала „Зајнаб“, која се сматра првим модерним египатским романом. Током периода Нахде, појавиле су се новине, нове енциклопедије и рјечници.
Истовремено, политичке идеје парламентаризма, уставности и национализма позајмљене су из Европе. Оне су одиграле улогу у распаду Османског царства.

## Галерија
- Рифаа ат-Тахтави
- Бутрус Бустани — либански активиста Нахде
- Франсис Мараш
- Маријяна Мараш
- Кустаки ал-Химси